# Muadamiyat al-Sham
Muadamiyat al-Sham (tiếng Ả Rập: معظمية الشام; cũng đánh vần là Moadamiyet al-Sham, Moadamiya hoặc Moadamiyah) là một thị trấn ở miền nam Syria, về mặt hành chính là một phần của quận Darayya ở tỉnh Rif Dimashq, nằm ở ca. 10 kilômét (6,2 mi) phía tây nam Damascus, trong một khu vực được gọi là Western Ghouta. Các địa phương gần đó bao gồm trung tâm Darayya ở phía đông, Jdeidat Artouz và Sahnaya ở phía nam và Qudsaya ở phía bắc.
Theo Cục Thống kê Trung ương Syria, thị trấn có dân số 52.738 trong cuộc điều tra dân số năm 2004. Thị trấn "nổi tiếng với những vườn ô liu".
Muadamiyat được đặt theo tên của Al-Mu'azzam Isa, một vị vua người Kurd từ triều đại Ayyubid cai trị Damascus từ năm 1218 đến 1227.

## Trong cuộc nội chiến ở Syria
Trong cuộc nội chiến ở Syria, Moadamiyah đã bị bao vây và bao vây bởi các lực lượng thân chính phủ từ tháng 4 năm 2013, và là một trong những khu vực của Damascus bị tấn công bởi sarin vào ngày 21 tháng 8 năm 2013 (cuộc tấn công hóa học Ghouta). Khi một phóng viên của Tạp chí Phố Wall đến thăm thị trấn vào tháng 10 năm 2013, dân số của thị trấn vẫn đang bị bao vây đã giảm xuống còn khoảng 12.500 người, và người dân cho biết nguồn cung cấp thực phẩm đã cạn kiệt. Phiến quân kiểm soát thị trấn đã đồng ý đầu hàng Quân đội Syria vào tháng 9 năm 2016. Vụ tiếp quản xảy ra vào ngày 19 tháng 10 năm 2016, hầu hết các phiến quân chọn rời khỏi Idlib cùng với hơn 2000 cư dân.